# Hertha Berliner Sport-Club 1963-1964
Questa voce raccoglie le informazioni riguardanti l'Hertha Berliner Sport-Club nelle competizioni ufficiali della stagione 1963-1964.

## Stagione
Nella stagione 1963-1964 l'Hertha Berlino, allenato da Josef Schneider, concluse il campionato di Bundesliga al 14º posto. In Coppa di Germania l'Hertha Berlino fu eliminato in semifinale dall'Eintracht Francoforte. In Coppa delle Fiere l'Hertha Berlino fu eliminato al primo turno dalla Roma.

## Rosa
| N. |                     | Ruolo | Calciatore              |
| -- | ------------------- | ----- | ----------------------- |
|    | Germania (bandiera) | P     | Hans-Jürgen Krumnow     |
|    | Germania (bandiera) | P     | Wolfgang Tillich        |
|    | Germania (bandiera) | D     | Hans Eder               |
|    | Germania (bandiera) | D     | Lothar Groß             |
|    | Germania (bandiera) | D     | Klaus Heuer             |
|    | Germania (bandiera) | D     | Lothar Philipp          |
|    | Germania (bandiera) | D     | Otto Rehhagel           |
|    | Germania (bandiera) | D     | Hans-Günter Schimmöller |
|    | Germania (bandiera) | D     | Peter Schlesinger       |
|    | Germania (bandiera) | D     | Günter Schüler          |

| N. |                     | Ruolo | Calciatore              |
| -- | ------------------- | ----- | ----------------------- |
|    | Germania (bandiera) | D     | Karl-Heinz Wiegel       |
|    | Germania (bandiera) | C     | Hans-Joachim Altendorff |
|    | Germania (bandiera) | C     | Helmut Faeder           |
|    | Germania (bandiera) | A     | Harald Beyer            |
|    | Germania (bandiera) | A     | Eberhard Borchert       |
|    | Germania (bandiera) | A     | Uwe Klimaschefski       |
|    | Germania (bandiera) | A     | Carl-Heinz Rühl         |
|    | Germania (bandiera) | A     | Klaus Scheinig          |
|    | Germania (bandiera) | A     | Lutz Steinert           |
|    | Germania (bandiera) | A     | Horst Waclawiak         |

## Organigramma societario
Area tecnica
- Allenatore: Josef Schneider
- Allenatore in seconda:
- Preparatore dei portieri:
- Preparatori atletici:

## Calciomercato

### Sessione estiva
| Acquisti | Acquisti          | Acquisti         | Acquisti |
| R.       | Nome              | da               | Modalità |
| -------- | ----------------- | ---------------- | -------- |
| A        | Harald Beyer      | Preußen Münster  |          |
| A        | Uwe Klimaschefski | Bayer Leverkusen |          |
| D        | Otto Rehhagel     | Rot-Weiss Essen  |          |
| A        | Carl-Heinz Rühl   | Viktoria Colonia |          |

| Cessioni | Cessioni     | Cessioni  | Cessioni |
| R.       | Nome         | a         | Modalità |
| -------- | ------------ | --------- | -------- |
| A        | Werner Lange | Spandauer |          |

## Risultati

### Bundesliga

#### Girone di andata
| Arbitro: | Seekamp |

|                        |           |             |
| Schimmöller 63’ (rig.) | Marcatori | 40’ Morlock |

| Arbitro: | Schörnich |

|                       |           |  |
| Geiger 8’ Waldner 30’ | Marcatori |  |

| Arbitro: | Zimmermann |

|                     |           |                       |
| Rühl 73’ Faeder 79’ | Marcatori | 13’ Richter 36’ Prins |

| Arbitro: | Deuschel |

|            |           |                           |
| Sabath 75’ | Marcatori | 15’ Faeder 73’, 83’ Beyer |

| Arbitro: | Kandlbinder |

|  |           |                          |
|  | Marcatori | 2’, 86’ Müller 71’ Sturm |

| Arbitro: | Riegg |

|                                                          |           |            |
| Kreuz 24’ Seeler 57’ Seeler 60’ Giesemann 61’ Dörfel 70’ | Marcatori | 45’ Faeder |

| Arbitro: | Fritz |

|                   |           |                  |
| Klimaschefski 44’ | Marcatori | 34’, 36’ Wuttich |

| Arbitro: | Spiewak |

|                                                                                |           |                         |
| Rylewicz 16’ (rig.) Emmerich 22’, 60’ Schmidt 29’ Konietzka 44’, 85’ Sturm 52’ | Marcatori | 21’ Rühl 88’ Altendorff |

| Arbitro: | Schulenburg |

|            |           |                           |
| Faeder 36’ | Marcatori | 53’, 60’ Huberts 85’ Solz |

| Arbitro: | Thier |

|                                  |           |                             |
| Hänel 22’ Schimmöller 76’ (aut.) | Marcatori | 64’ Klimaschefski 85’ Beyer |

| Arbitro: | Sparing |

|               |           |  |
| Matischak 52’ | Marcatori |  |

| Arbitro: | Pooch |

|                               |           |                       |
| Beyer 22’ Faeder 53’ Rühl 88’ | Marcatori | 11’ Reuther 38’ Rinas |

| Arbitro: | Schulenburg |

|                    |           |                                 |
| Beyer 20’ Groß 55’ | Marcatori | 15’ Saida 45’ Stark 76’ Geisert |

| Arbitro: | Niemeyer |

|            |           |                                 |
| Rebele 71’ | Marcatori | 48’ Waclawiak 79’ Klimaschefski |

| Arbitro: | Zimmermann |

|                   |           |  |
| Steinert 35’, 88’ | Marcatori |  |

#### Girone di ritorno
| Arbitro: | Leidag |

|                             |           |                        |
| Flachenecker 28’ Strehl 39’ | Marcatori | 2’, 21’, 49’ Waclawiak |

| Arbitro: | Malka |

|  |           |                        |
|  | Marcatori | 54’ Höller 84’ Waldner |

| Arbitro: | Kreitlein |

|                                    |           |  |
| Neumann 3’ Meier 49’ Reitgassl 55’ | Marcatori |  |

| Arbitro: | Lutz |

|                                              |           |                       |
| Steinert 1’, 4’ Altendorff 39’, 78’ Rühl 46’ | Marcatori | 9’ Lotz 90’ Walenciak |

| Arbitro: | Reil |

|                                    |           |                    |
| Müller 17’ Schäfer 38’ Thielen 84’ | Marcatori | 50’ (aut.) Schäfer |

| Arbitro: | Fischer |

|            |           |                      |
| Faeder 77’ | Marcatori | 11’ Bähre 76’ Dörfel |

| Arbitro: | Schmidt |

|           |           |            |
| Meyer 44’ | Marcatori | 28’ Faeder |

| Berlino 7 marzo 1964, ore 16:30 CET 23ª giornata | Hertha Berlino | 0 – 0 referto | Borussia Dortmund | Stadio Olimpico (20 500 spett.)\| Arbitro: \| Jacobi \| |
| Arbitro:                                         | Jacobi         |               |                   |                                                         |

| Arbitro: | Gusenburger |

|                                           |           |  |
| Rühl 49’ (aut.) Huberts 56’, 64’ Solz 84’ | Marcatori |  |

| Arbitro: | Kreitlein |

|                                                    |           |                        |
| Borchert 8’, 44’, 62’ Faeder 48’ Klimaschefski 49’ | Marcatori | 11’ Klöckner 74’ Hänel |

| Arbitro: | Fritz |

|          |           |  |
| Rühl 41’ | Marcatori |  |

| Arbitro: | Sparing |

|                                       |           |  |
| Schönwälder 11’ Krafczyk 29’ Maas 38’ | Marcatori |  |

| Arbitro: | Baumgärtel |

|                 |           |                |
| Witlatschil 64’ | Marcatori | 53’ Altendorff |

| Arbitro: | Spiewak |

|                                      |           |                 |
| Rühl 23’ Altendorff 58’ Steinert 80’ | Marcatori | 3’ Brunnenmeier |

| Arbitro: | Sparing |

|                                               |           |                         |
| Pohlschmidt 6’, 75’ Lulka 40’ Eder 70’ (aut.) | Marcatori | 24’ Faeder 27’ Steinert |

### Coppa di Germania
| Arbitro: | Spinnler |

|         |           |                        |
| Lotz 7’ | Marcatori | 57’ Rühl 116’ Borchert |

| Arbitro: | Hoffmann |

|                                                         |           |                                          |
| Rehhagel 44’ (rig.) Steinert 48’ Beyer 55’ Borchert 62’ | Marcatori | 37’ Perras 60’ (aut.) Rehhagel 88’ Knopf |

| Arbitro: | Handwerker |

|                                           |           |                  |
| Altendorff 49’, 58’ Steinert 61’ Rühl 63’ | Marcatori | 22’, 66’ Schäfer |

| Arbitro: | Fritz |

|                                     |           |                     |
| Trimhold 44’ Stinka 56’ Schämer 77’ | Marcatori | 73’ (rig.) Rehhagel |

### Coppa delle Fiere
| Arbitro: | Hansen |

|          |           |                                      |
| Rühl 32’ | Marcatori | 21’ Schütz 60’ De Sisti 72’ Leonardi |

| Arbitro: | Dienst |

|                       |           |  |
| Schütz 4’ Orlando 70’ | Marcatori |  |

## Statistiche

### Statistiche di squadra
| Competizione      | Punti | In casa | In casa | In casa | In casa | In casa | In casa | In trasferta | In trasferta | In trasferta | In trasferta | In trasferta | In trasferta | Totale | Totale | Totale | Totale | Totale | Totale | DR  |
| Competizione      | Punti | G       | V       | N       | P       | Gf      | Gs      | G            | V            | N            | P            | Gf           | Gs           | G      | V      | N      | P      | Gf     | Gs     | DR  |
| ----------------- | ----- | ------- | ------- | ------- | ------- | ------- | ------- | ------------ | ------------ | ------------ | ------------ | ------------ | ------------ | ------ | ------ | ------ | ------ | ------ | ------ | --- |
| Bundesliga        | 24    | 15      | 6       | 3       | 6       | 27      | 25      | 15           | 3            | 3            | 9            | 18           | 40           | 30     | 9      | 6      | 15     | 45     | 65     | -20 |
| Coppa di Germania | -     | 2       | 2       | 0       | 0       | 8       | 5       | 2            | 1            | 0            | 1            | 3            | 4            | 4      | 3      | 0      | 1      | 11     | 9      | +2  |
| Coppa delle Fiere | -     | 1       | 0       | 0       | 1       | 1       | 3       | 1            | 0            | 0            | 1            | 0            | 2            | 2      | 0      | 0      | 2      | 1      | 5      | -4  |
| Totale            | 24    | 18      | 8       | 3       | 7       | 36      | 33      | 18           | 4            | 3            | 11           | 21           | 46           | 36     | 12     | 6      | 18     | 57     | 79     | -22 |

### Andamento in campionato
| Giornata  | 1 | 2  | 3  | 4 | 5  | 6  | 7  | 8  | 9  | 10 | 11 | 12 | 13 | 14 | 15 | 16 | 17 | 18 | 19 | 20 | 21 | 22 | 23 | 24 | 25 | 26 | 27 | 28 | 29 | 30 |
| --------- | - | -- | -- | - | -- | -- | -- | -- | -- | -- | -- | -- | -- | -- | -- | -- | -- | -- | -- | -- | -- | -- | -- | -- | -- | -- | -- | -- | -- | -- |
| Luogo     | C | T  | C  | T | C  | T  | C  | T  | C  | T  | T  | C  | C  | T  | C  | T  | C  | T  | C  | T  | C  | T  | C  | T  | C  | C  | T  | T  | C  | T  |
| Risultato | N | P  | N  | V | P  | P  | P  | P  | P  | N  | P  | V  | P  | V  | V  | V  | P  | P  | V  | P  | P  | N  | N  | P  | V  | V  | P  | N  | V  | P  |
| Posizione | 5 | 13 | 12 | 8 | 12 | 13 | 14 | 14 | 14 | 15 | 15 | 15 | 15 | 15 | 14 | 13 | 14 | 14 | 14 | 14 | 15 | 15 | 14 | 14 | 14 | 14 | 15 | 14 | 14 | 14 |

Legenda:

Luogo: C = Casa; T = Trasferta. Risultato: V = Vittoria; N = Pareggio; P = Sconfitta.

### Statistiche dei giocatori
| Giocatore        | Bundesliga | Bundesliga | Bundesliga  | Bundesliga | Coppa di Germania | Coppa di Germania | Coppa di Germania | Coppa di Germania | Coppa delle Fiere | Coppa delle Fiere | Coppa delle Fiere | Coppa delle Fiere | Totale   | Totale | Totale      | Totale     |
| Giocatore        | Presenze   | Reti       | Ammonizioni | Espulsioni | Presenze          | Reti              | Ammonizioni       | Espulsioni        | Presenze          | Reti              | Ammonizioni       | Espulsioni        | Presenze | Reti   | Ammonizioni | Espulsioni |
| ---------------- | ---------- | ---------- | ----------- | ---------- | ----------------- | ----------------- | ----------------- | ----------------- | ----------------- | ----------------- | ----------------- | ----------------- | -------- | ------ | ----------- | ---------- |
| H. Altendorff    | 28         | 5          | 0           | 0          | 3                 | 2                 | 0                 | 0                 | 2                 | 0                 | 0                 | 0                 | 33       | 7      | 0           | 0          |
| H. Beyer         | 24         | 5          | 0           | 0          | 2                 | 1                 | 0                 | 0                 | 2                 | 0                 | 0                 | 0                 | 28       | 6      | 0           | 0          |
| E. Borchert      | 7          | 3          | 0           | 0          | 4                 | 2                 | 0                 | 0                 | 0                 | 0                 | 0                 | 0                 | 11       | 5      | 0           | 0          |
| H. Eder          | 26         | 0          | 0           | 0          | 4                 | 0                 | 0                 | 0                 | 1                 | 0                 | 0                 | 0                 | 31       | 0      | 0           | 0          |
| H. Faeder        | 27         | 9          | 0           | 0          | 4                 | 0                 | 0                 | 0                 | 2                 | 0                 | 0                 | 0                 | 33       | 9      | 0           | 0          |
| L. Groß          | 23         | 1          | 0           | 0          | 4                 | 0                 | 0                 | 0                 | 0                 | 0                 | 0                 | 0                 | 27       | 1      | 0           | 0          |
| K. Heuer         | 8          | 0          | 0           | 0          | 1                 | 0                 | 0                 | 0                 | 1                 | 0                 | 0                 | 0                 | 10       | 0      | 0           | 0          |
| U. Klimaschefski | 28         | 4          | 0           | 0          | 2                 | 0                 | 0                 | 0                 | 2                 | 0                 | 0                 | 0                 | 32       | 4      | 0           | 0          |
| H. Krumnow       | 6          | 0          | 0           | 0          | 4                 | 0                 | 0                 | 0                 | 0                 | 0                 | 0                 | 0                 | 10       | 0      | 0           | 0          |
| L. Philipp       | 0          | 0          | 0           | 0          | 0                 | 0                 | 0                 | 0                 | 0                 | 0                 | 0                 | 0                 | 0        | 0      | 0           | 0          |
| O. Rehhagel      | 23         | 0          | 0           | 0          | 4                 | 2                 | 0                 | 0                 | 2                 | 0                 | 0                 | 0                 | 29       | 2      | 0           | 0          |
| C. Rühl          | 28         | 6          | 0           | 0          | 3                 | 2                 | 0                 | 0                 | 2                 | 1                 | 0                 | 0                 | 33       | 9      | 0           | 0          |
| K. Scheinig      | 0          | 0          | 0           | 0          | 0                 | 0                 | 0                 | 0                 | 0                 | 0                 | 0                 | 0                 | 0        | 0      | 0           | 0          |
| H. Schimmöller   | 30         | 1          | 0           | 0          | 4                 | 0                 | 0                 | 0                 | 2                 | 0                 | 0                 | 0                 | 36       | 1      | 0           | 0          |
| P. Schlesinger   | 10         | 0          | 0           | 0          | 1                 | 0                 | 0                 | 0                 | 2                 | 0                 | 0                 | 0                 | 13       | 0      | 0           | 0          |
| G. Schüler       | 1          | 0          | 0           | 0          | 0                 | 0                 | 0                 | 0                 | 0                 | 0                 | 0                 | 0                 | 1        | 0      | 0           | 0          |
| L. Steinert      | 27         | 6          | 0           | 0          | 3                 | 2                 | 0                 | 0                 | 2                 | 0                 | 0                 | 0                 | 32       | 8      | 0           | 0          |
| W. Tillich       | 24         | 0          | 0           | 0          | 0                 | 0                 | 0                 | 0                 | 2                 | 0                 | 0                 | 0                 | 26       | 0      | 0           | 0          |
| H. Waclawiak     | 10         | 4          | 0           | 0          | 1                 | 0                 | 0                 | 0                 | 0                 | 0                 | 0                 | 0                 | 11       | 4      | 0           | 0          |
| K. Wiegel        | 0          | 0          | 0           | 0          | 0                 | 0                 | 0                 | 0                 | 0                 | 0                 | 0                 | 0                 | 0        | 0      | 0           | 0          |